# 안호영 (1965년)
안호영(安浩永, 1965년 10월 11일~)은 대한민국의 제20·21·22대 국회의원이고 더불어민주당 전북도당 위원장이자 변호사이다. 더불어민주당 원내부대표와 더불어민주당 법률위원회 위원장을 지냈다. 더불어민주당 정책위원회 부의장이고, 국민농업전북포럼 공동대표와 참여자치전북시민연대 공동대표를 지냈다. 본관은 죽산이다.
1984년 연세대학교 법학과에 입학하여 전두환 정권에 맞서 학생운동을 안치환, 안내상, 우현, 우상호와 함께 하였다. 1987년 연세대학교 대의원회 의장으로 당선되어 6월 민주화항쟁을 참여하고, 1988년 대학졸업 뒤 민주헌법쟁취국민운동본부 영등포지부에서 지역활동을 위해 일하였다. 1993년 사법고시에 합격하였고 1996년 법무법인 백제 구성변호사로 법조인의 생활을 하였다. 2012년 제19대 총선에 출마하여 정치에 입문하였으나 경선과정에서 박민수 의원에게 패하였다. 2016년 4월 총선에서 당선되어 국회의원이 되었다.2018년 8월 4일 더불어민주당 전북도당 대의원대회에서 김윤덕 전 국회의원에게 승리해 전북도당 위원장이 되었다.

## 생애

### 성장기
안호영은 1965년 전북 진안군 동향면에서 안중현, 허재순의 아들로 태어났다. 77년에 동향능길초등학교, 81년 동향중학교, 84년 전주 전라고등학교를 졸업하였고, 1984년에 연세대학교에 입학하였다. 또한 제35회 사법시험에 합격하여 사법연수원 제25기를 수료하였다. 그후 전북대학교 일반대학원 법학과 박사과정을 수료하였다.

### 학생운동
1984년 연세대학교 법학과에 입학하였다. 국민적 요구였고, 시대적 사명이었던 민주화 운동을 탄압해온 전두환 정권에 맞서 선배와 동료 안치환, 안내상, 우현, 우상호와 학생운동을 하였다. 1987년 대의원회 의장으로 당선되어 6월 민주화항쟁을 참여하였다. 박종철의 고문치사로 촉발된 6월 민주화항쟁의 한 복판에 선 연세대학교는 이한열의 죽음으로 군부독재정권의 사슬을 끊는 민주화운동의 성지가 되었다. 1988년 대학졸업 뒤 6월 민주화항쟁의 구심체가 되었던 민주헌법쟁취국민운동 본부 영등포지부에서 지역활동을 하였다.

### 시민단체
2008년 참여자치전북시민연대 공동대표직을 시작으로 통일단체 전북겨레하나 공동대표, 전라북도 아동여성안전지역연대 운영위원회 위원, 전주여성의전화 후원이사회 이사장, 내가 꿈꾸는 전북 공동대표, 전북 교육개혁과 교육자치를 위한 시민연대 운영위원, 생활법류문화연구소 전문위원, 진안군 YMCA 이사, 진안군 YMCA 주민인권센터 센터장, 전북아파트공동체연구소 소장, 2015년 국민농업전북포럼 공동대표를 맡고 있다.

### 법조경력
전북 전주에 소재한 법무법인 백제 대표변호사로 민주사회를 위한 변호사 모임 전주전북지부 지부장, 전북지방변호사회 부회장과 한국농업경영인 진안군연합회 고문변호사를 지냈고 진안군청 고문변호사, 무주군청 고문변호사, 전주시청 고문변호사, 전라북도시각장애인연합회 고문변호사, 한국시각장애인연합회 고문변호사, 한국교직원공제회 전북지역 회원 무료법률상담소 변호사를 하고 있다.

## 학력
- 능길국민학교 졸업
- 동향중학교 졸업
- 전라고등학교 졸업
- 연세대학교 법과대학 법학 학사
- 전북대학교 대학원 법학 석사
- 전북대학교 대학원 법학 박사

## 경력
- 1996년 법무법인 백제 대표변호사
- 2015년 국민농업전북포럼 공동대표
- 2013년 내가 꿈꾸는 전북 공동대표
- 1999년 전주여성의전화 후원이사회 이사장
- 2013년 사단법인 전북겨레하나 공동대표 및 후원회 이사장
- 2015년 전라북도 아동여성안전지역연대 운영위원회 위원
- 2013년 전북 교육개혁과 교육자치를 위한 시민연대 운영위원
- 2015년 전라북도 교육소청심사위원회 위원
- 2015년 전라북도 학교폭력대책지역위원회 위원
- 2013년 사단법인 전라북도시각장애인연합회 고문변호사
- 2013년 사단법인 한국시각장애인연합회 전북지부 고문변호사
- 2013년 제5대 전주시 공동주택관리분쟁조정위원회 위원
- 2008년~2010년 참여자치전북시민연대 공동대표
- 2003년~2007년 민주사회를 위한 변호사모임 전주전북지부 지부장
- 2011년~2012년 전북지방변호사회 부회장
- 2011년~2014년 사단법인 한국농업경영인 진안군연합회 고문변호사
- 전북아파트공동체연구소 소장
- 사단법인 전북복지실천연대 자문위원
- 민주사회를 위한 변호사모임 전주전북지부 지부장
- 2012년 3월~2016년 5월: 진안YMCA 이사
- 2013년 5월~2016년 5월: 전북겨레하나 후원이사회 회장
- 2014년 9월~2016년 4월: 진안군청 고문변호사
- 2015년 3월~2016년 5월: 진안YMCA 주민권익센터 단장
- 2015년 5월~2016년 4월: 무주군청 고문변호사
- 2015년 10월~2015년 12월: 새정치민주연합 정책위원회 부의장
- 2015년 11월~2016년 5월: 국민농업전북포럼 공동대표
- 2015년 12월~2016년 5월: 더불어민주당.정책위원회 부의장
- 2016년 4월 13일: 대한민국 제20대 국회의원 선거 당선(전북 완주군·진안군·무주군·장수군, 더불어민주당, 초선)
- 2016년 5월~2024년 5월: 더불어민주당 전북특별자치도당 완주군·진안군·무주군·장수군 지역위원회 위원장
- 2016년 5월~2017년 5월: 더불어민주당 원내부대표
- 2016년 9월~2017년 5월: 더불어민주당 법률위원회 위원장
- 2017년 6월~2018년 5월: 더불어민주당 정책위원회 부의장
- 2017년 8월~2018년 8월: 더불어민주당 적폐청산위원회 위원
- 2018년 1월~2018년 6월: 더불어민주당 전라북도당 지방선거기획단 단장
- 2018년 8월~2020년 8월: 더불어민주당 전라북도당 위원장
- 2020년 4월 15일: 대한민국 제21대 국회의원 선거 당선(전북 완주군·진안군·무주군·장수군, 더불어민주당, 재선)
- 2021년 5월~2022년 9월: 더불어민주당 교육연수원 원장
- 2021년 5월~2022년 3월: 더불어민주당 정책위원회 제6정책조정위원장
- 2021년 5월~: 더불어민주당 새만금그린뉴딜위원회 위원장
- 2022년 3월~2022년 4월: 제8회 전국동시지방선거 전라북도지사 더불어민주당 경선후보
- 2022년 9월~2023년 3월: 더불어민주당 수석대변인
- 2024년 4월 10일: 대한민국 제22대 국회의원 선거 당선(전북 완주군·진안군·무주군, 더불어민주당, 3선)
- 2024년 5월~: 더불어민주당 전북특별자치도당 완주군·진안군·무주군 지역위원회 위원장
- 2024년 10월~: 더불어민주당 이재명 대표 정무특보단장

### 의정 활동
- 2016년 5월 30일~2020년 5월 29일: 제20대 국회의원(전북 완주군·진안군·무주군·장수군, 더불어민주당, 초선)
  - 2016년 6월~2017년 5월: 제20대 국회 전반기 운영위원회 위원
  - 2016년 6월~2018년 5월: 제20대 국회 전반기 국토교통위원회 위원
  - 2017년 6월~2018년 5월: 제20대 국회 전반기 예산결산특별위원회 위원
  - 2017년 6월~2017년 7월: 제20대 국회 대법관(박정화·조재연) 임명동의에 관한 인사청문특별위원회 위원
  - 2017년 12월~2018년 5월: 제20대 국회 재난안전대책특별위원회 위원
  - 2018년 7월~2020년 5월: 제20대 국회 후반기 국토교통위원회 위원
  - 2018년 9월~2018년 9월: 제20대 국회 헌법재판소장 (유남석) 임명 동의에 관한 인사청문특별위원회 위원
  - 2018년 10월~2019년 8월: 제20대 국회 사법개혁특별위원회 위원
  - 2019년 8월~2020년 5월: 제20대 국회 후반기 예산결산특별위원회 위원
- 2020년 5월 30일~2024년 5월 29일: 제21대 국회의원(전북 완주군·진안군·무주군·장수군, 더불어민주당, 재선)
  - 2020년 6월~2022년 5월: 제21대 국회 전반기 환경노동위원회 간사
    - 2020년 9월~2022년 5월: 제21대 국회 전반기 환경노동위원회 환경법안심사소위원회 위원
    - 2020년 9월~2022년 5월: 제21대 국회 전반기 환경노동위원회 고용노동법안심사소위원회 위원장
    - 2020년 9월~2022년 5월: 제21대 국회 전반기 환경노동위원회 예산결산심사소위원회 위원

  - 2020년 7월~2024년 5월: 국회수소경제포럼 구성의원
  - 2020년 7월~2024년 5월: 모빌리티 포럼 구성의원
  - 2022년 7월~2024년 5월: 제21대 국회 후반기 농림축산식품해양수산위원회 위원
  - 2022년 8월~2022년 11월: 제21대 국회 대법관(오석준) 임명 동의에 관한 인사청문특별위원회 위원
  - 2023년 2월~2024년 5월: 제21대 국회 기후위기 특별위원회 위원
- 2024년 5월 30일~: 제22대 국회의원(전북 완주군·진안군·무주군, 더불어민주당, 3선)
  - 2024년 6월~: 제22대 국회 전반기 환경노동위원회 위원장

## 논란

### ‘정치자금법 위반 혐의’ 안호영 의원 친형 ‘무죄 확정’
지난 2016년 4월 완주·진안·무주·장수 지역구 국회의원 선거에 출마한 국민의당 예비후보 이돈승 당시 완주군 통합체육회 수석부회장 측에 3차례에 걸쳐 1억 3000만 원을 건넨 혐의로 기소됐으나, 대법원 제1부는 24일 정치자금법 위반 혐의로 기소 된 안 씨 등 4명에 대한 상고심에서 검사의 상고를 기각, 안 씨에게 무죄를 선고한 원심을 확정했다.

## 역대 선거 결과
|  | 48.57% |

|  | 56.89% |

|  | 84.23% |

## 소속 정당
| 소속 정당 | 소속 정당      | 소속 기간 | 비고      |
| --------- | -------------- | --------- | --------- |
|           | 민주통합당     | 2012~2013 | 정계 입문 |
|           | 민주당         | 2013~2014 | 당명 변경 |
|           | 새정치민주연합 | 2014~2015 | 합당      |
|           | 더불어민주당   | 2015~현재 | 당명 변경 |

## 같이 보기
- 무주군의 국회의원
- 완주군·진안군·무주군·장수군
- 완주군·진안군·무주군
- 완주군의 국회의원
- 장수군의 국회의원
- 진안군의 국회의원